# Sjuk värld
Sjuk Värld är en kassett av det svenska hardcorebandet Mob 47. Den släpptes 1984 och utgörs av överblivet material från inspelningen av Kärnvapenattack från samma år. Ett par spår har förekommit på diverse samlingsskivor och kassetter. Samtliga spår återfinns på Ultimate Attack och Back To Attack.

## Låtlista
Sida A
1. "Vi Kan"
2. "Dagen Efter"
3. "Vi Vill Ha Frihet"
4. "Fred & Rättvisa"
5. "Vår Värld"
6. "Religion Är Hjärntvätt"

Sida B
1. "Snobb"
2. "Nedrusta Nu"
3. "Lögner"
4. "Sjuk Värld"
5. "Krigshot"
6. "Snuten Styr"